# Thomas de Conway

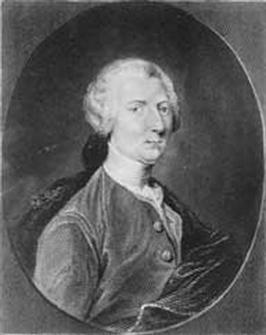
Thomas de Conway

Thomas de Conway (27 februari 1733 – 1800) was een Ier die tijdens zijn leven in verschillende legers als huurling diende.
Hij heeft een controversiële carrière gehad; eerst vocht hij in de Franse legers in Europa. Hierna ging hij naar de Verenigde Staten om de kolonisten te helpen in hun strijd tegen de Britten. Hier werd hij bevorderd tot inspecteur-generaal in het leger van George Washington.
In 1777 intrigeerde hij met een aantal ontevreden Amerikanen (Benjamin Rush en Thomas Mifflin) om George Washington te vervangen door generaal Horatio Gates. De markies de Lafayette maakte aan dit plan echter een einde en waarschuwde dat Conway een gevaarlijk man was, waardoor hij later in Frankrijk als een held werd begroet. Als beloning werd Conway (die bijna 50 was) (rond 1780) als de gouverneur van de Franse kolonie Pondicherry naar het door hem verfoeide Azië gestuurd. Hij had een hekel aan Azië met zijn hitte, ziektes en heidenen en vond dat het niet het veroveren waard was. Om deze reden zou hij in 1784 het verzoek om hulp van Pierre Pigneau de Behaine voor de Vietnamese heerser Nguyen Anh (Gia Long) afwijzen. Later zou hij in opdracht van koning Lodewijk XVI van Frankrijk Pigneau tot 1789 vertragen door te weigeren hem te bevoorraden.
In 1793 vocht hij met de koninklijke troepen in de oppositie tegen de Franse Revolutie in Zuid-Frankrijk. Hun verlies dwong hem zijn geadopteerde moederland te ontvluchten. Hij keerde terug naar Ierland waar hij in 1800 is overleden.
- Gemeinsame Normdatei: 108220594X
- International Standard Name Identifier: 0000 0000 3756 7511
- Library of Congress Control Number: n2001081561
- SNAC: w6ft9kpj
- Virtual International Authority File: 16574064
- WorldCat: E39PBJcr93mV6PR4wbJmWrbjmd